# Мексиканско дървесно бодливо свинче
Мексиканското дървесно бодливо свинче (Sphiggurus mexicanus) е вид бозайник от семейство Дървесни бодливи свинчета (Erethizontidae).

## Разпространение
Видът е разпространен в Белиз, Гватемала, Коста Рика, Мексико, Никарагуа, Панама, Салвадор и Хондурас.